# Michail Froenze

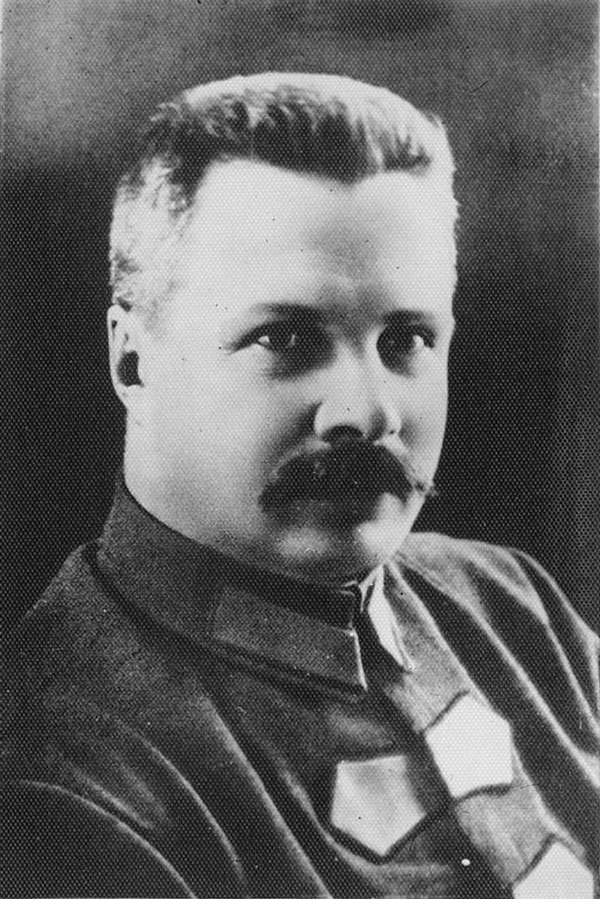
Michail Froenze

Michail Vasiljevitsj Froenze (Russisch: Михаил Васильевич Фрунзе) (Pisjpek, 2 februari 1885 – Moskou, 31 oktober 1925) was een Sovjet-Russisch militair en politicus. Hij was de zoon van een Roemeense feldsher (van het Kherson-gouvernement) en zijn Russische vrouw. In 1904 sloot Froenze zich aan bij de vleugel der bolsjewieken van de Russische Sociaal Democratische Arbeiderspartij (RSDAP). In 1905 nam hij deel aan het derde partijcongres in Londen. Hij nam daarna deel aan de revolutionaire woelingen in Rusland in de jaren 1905-1906 en zat daarna gevangen tot aan de Oktoberrevolutie van 1917.
Na de Oktoberrevolutie was Froenze partijfunctionaris in Wit-Rusland en in Moskou. Hij sloot zich daarna aan bij het Rode Leger van Trotski. Als commandant van het Rode Leger onderdrukte hij in 1918 een opstand in Savinkov, daarna werd hij als bevelhebber naar Turkestan gestuurd om daar de communisten aan de macht te brengen. Hij bracht vrij snel Turkestan onder bolsjewistisch gezag en hielp de macht van de communisten in Boechara te consolideren. In 1920 versloeg hij de legers van generaal Pjotr Wrangel.
In 1921 werd Froenze in het Centraal Comité van de Russische Communistische Partij gekozen, in 1924 werd hij kandidaat-lid van het politbureau. Nadat Trotski in 1925 als opperbevelhebber van het Rode Leger was afgezet, werd Froenze zijn opvolger.
Froenze stierf in 1925 na een achteraf overbodig gebleken maagoperatie. Gesuggereerd werd (onder meer door Boris Pilnjak in zijn novelle uit 1926 "De maan die niet kon worden uitgeblazen", later opnieuw door Vasili Aksjonov in zijn roman "De generaties van de winter" uit 1994) dat Stalin de hand in zijn overlijden heeft gehad om zijn vriend Kliment Vorosjilov op de post van Froenze te krijgen.
De geboorteplaats van Froenze, Pisjpek, werd in 1926 te zijner nagedachtenis omgedoopt tot Froenze. In 1991 werd de stad, inmiddels hoofdstad van het onafhankelijk geworden Kirgizië, herdoopt tot Bisjkek. Ook is er zowel in Moskou als in Sint-Petersburg een metrostation naar hem vernoemd. De militaire Froenzeacademie is naar hem genoemd.